# Марджиня-Педурій
Марджиня-Педурій (рум. Marginea Pădurii) — село у повіті Прахова в Румунії. Входить до складу комуни Жугурень.
Село розташоване на відстані 78 км на північ від Бухареста, 35 км на північний схід від Плоєшті, 131 км на захід від Галаца, 88 км на південний схід від Брашова.

## Населення
За даними перепису населення 2002 року у селі проживали 162 особи, усі — румуни. Усі жителі села рідною мовою назвали румунську.